# SN 2006ub
SN 2006ub – supernowa typu Ia odkryta 16 grudnia 2006 roku w galaktyce A022621-0854. W momencie odkrycia miała maksymalną jasność 22,70m.